# Maleo
Maleo (västlombardiska: Malé) är en ort och kommun i provinsen Lodi i regionen Lombardiet i Italien. Kommunen hade 3 098 invånare (2018).